# Болтнев, Андрей Николаевич
Андре́й Никола́евич Бо́лтнев (5 января 1946, Уфа — 12 мая 1995, Москва) — советский и российский актёр театра и кино.

## Биография
Андрей Болтнев родился 5 января 1946 года в Уфе (Башкирская АССР).
Мать — Добжинская (Болтнева) Нина Константиновна (23 января 1918 — 30 августа 1998, похоронена рядом с сыном), преподаватель труда в школе, чемпионка СССР по мотокроссу.
Дед Андрея Болтнева, Константин Андреевич Добжинский (1889—1966), был народным артистом Грузинской ССР (1954), а бабушка, Нина Леонидовна Иртеньева, — заслуженной артисткой РСФСР.
В свидетельстве о рождении будущий актёр был записан как Андрей Вячеславович Тусов. Его родной отец Вячеслав Тусов служил в милиции и погиб при локализации преступной группы в 1951 году. Вскоре мать вышла замуж за другого, и в жизни Андрея появился отчим — Николай Болтнев, капитан дальнего плавания. Андрей был очень дружен с отчимом, провёл детство и юность в портовых городах — Севастополе и Туапсе — и при получении паспорта поменял отчество и фамилию. В школьные годы активно участвовал в художественной самодеятельности.
Проходил срочную службу в ВВС в составе ГСВГ. В 1970—1972 годах учился в Ярославском театральном училище. После окончания училища работал в Драматическом театре Краснознамённого Дальневосточного округа (1973—1976), Адыгейском драматическом театре имени Пушкина (1976—1978) и Новосибирском драматическом театре «Красный факел» (1978—1985).
В 1985 году заочно окончил Ташкентский театрально-художественный институт имени А. Н. Островского.
Впервые появился на киноэкране в 1983 году, сыграв роль капитана Гаврилова в фильме Семёна Арановича «Торпедоносцы».
Но по-настоящему популярным Болтнева сделала работа в телесериале «Противостояние» (1985), поставленном по одноимённому роману Юлиана Семёнова, где Андрей сыграл одну из главных ролей — предателя Кротова.
Широкую известность актёр получил в период перестройки, когда на экраны вышел созданный ещё в 1984 году фильм Алексея Германа «Мой друг Иван Лапшин», где Болтнев исполнил главную роль.
На рубеже 1980-х — 1990-х годов Болтнев стал одним из самых «снимаемых» актёров страны. Заметной стала роль Ивана Стригалёва в многосерийном телефильме «Белые одежды», снятом в начале 1990-х на «Беларусьфильме». В 1993 году сыграл Болтнев главную роль в детективе Всеволода Шиловского «Кодекс бесчестия».
В 1985 году актёр новосибирского театра «Красный факел» получил приглашение в столичный театр имени Вл. Маяковского. Немалая роль в этом принадлежит Наталье Гундаревой, которая в то время уже была народной артисткой РСФСР.

Могила на Востряковском кладбище

Андрей Болтнев скоропостижно скончался во сне от инсульта в Москве 12 мая 1995 года. Похоронен в Москве, на Востряковском кладбище (118 участок).
Со своей будущей женой, актрисой Наталией Мазец (род. 27.07.1953), познакомился в 1977 году в Майкопском драмтеатре, где они одновременно играли и проживали в одном общежитии.
Дочь Андрея Болтнева — актриса Мария Болтнева (род. 04.10.1983), известна по роли Насти Клименко в т/с «Глухарь».

## Роли в театре «Красный факел»
- Лорд — Да здравствует королева, виват! (Р. Болт, 1979);
- Федя, Мефистофель — Святой и грешный (М. Варфоломеев, 1980);
- Агустин — По ком звонит колокол (Э. Хемингуэй, 1980);
- Мамуры — Закон вечности (Н. Думбадзе, 1981)[4].

## Фильмография
| Год       |     | Название                                      | Роль                                               |
| --------- | --- | --------------------------------------------- | -------------------------------------------------- |
| 1983      | ф   | Торпедоносцы                                  | инженер-капитан Гаврилов                           |
| 1984      | с   | Михайло Ломоносов                             | Каргопольский                                      |
| 1984      | ф   | Мой друг Иван Лапшин                          | Иван Лапшин                                        |
| 1984      | мтф | Предел возможного                             | Сергей Сергеевич Долгов                            |
| 1985      | мтф | Противостояние                                | Николай Иванович Кротов                            |
| 1985      | ф   | Поездки на старом автомобиле                  | Герман Сергеевич, отец нового мужа бывшей невестки |
| 1985      | кор | Тайга                                         | Иван Рогачев                                       |
| 1986—1988 | с   | Жизнь Клима Самгина                           | жандармский полковник Попов                        |
| 1986      | ф   | И никто на свете…                             | полковой комиссар Павел Клименко                   |
| 1986      | ф   | Первоцвет                                     | Иван                                               |
| 1986      | ф   | Я сделал всё, что мог                         | военврач Алексей Данилович Вольский                |
| 1987      | ф   | Пощёчина, которой не было                     | Лапиков                                            |
| 1987      | ф   | Странник                                      | комбат                                             |
| 1987      | ф   | Честь имею                                    | Сычёв                                              |
| 1988      | ф   | 13-й апостол                                  | инспектор                                          |
| 1988      | тф  | Генеральная репетиция                         | Порфиний Иванович Никольский                       |
| 1988      | тф  | Прости нас, сад                               | Ефим Сольцов                                       |
| 1989      | ф   | Похищение чародея                             | ландмейстер Фридрих фон Кокенгаузен                |
| 1989      | ф   | Кому на Руси жить…                            | капитан Свидерский                                 |
| 1989      | ф   | Трудно быть богом                             | Будах                                              |
| 1989      | ф   | Утоли моя печали                              | Эдуард                                             |
| 1990      | кор | Плохая квартира                               | муж                                                |
| 1990      | ф   | В полосе прибоя                               | подполковник Константин Иванович Семенцов          |
| 1990      | ф   | Под северным сиянием                          | Арсений                                            |
| 1990      | ф   | День любви                                    | Николай Иванович Кашин — отчим Кристины            |
| 1990      | ф   | Неустановленное лицо                          | Виктор Павлович Данилевский                        |
| 1990      | мтф | Овраги                                        | Федот Чугуев                                       |
| 1991      | ф   | Мой лучший друг — генерал Василий, сын Иосифа | Астафьев                                           |
| 1991      | ф   | Джокер                                        | Капитан                                            |
| 1991      | ф   | Красный остров                                | Илья Иванович Рудольфио / доктор                   |
| 1992      | мтф | Белые одежды                                  | Стригалёв                                          |
| 1992      | ф   | Чёрный квадрат                                | полковник КГБ Пономарёв                            |
| 1992      | ф   | Ричард Львиное Сердце                         | Де Во Гисленд                                      |
| 1993      | ф   | Рыцарь Кеннет                                 | Де Во Гисленд                                      |
| 1993      | ф   | Кодекс бесчестия                              | Тихон Степанович                                   |
| 1993      | ф   | Мафия бессмертна                              | Алексей Николаевич Дробышев                        |
| 1994      | ф   | Империя пиратов                               | монах                                              |
| 1994      | ф   | Роман императора                              | генерал Александр Владимирович                     |
| 1994      | ф   | Хоровод                                       | директор школы Николай Чевель                      |
| 1994      | тф  | Ручка, ножка, огуречик…                       | писатель                                           |

## Награды
- Лауреат Государственной премии РСФСР имени братьев Васильевых (1986) — за роль в фильме «Мой друг Иван Лапшин»
- Лауреат премии МВД СССР (1986) — за роль в фильме «Противостояние»